# Antealophiotrema
Antealophiotrema is een geslacht van schimmels uit de orde Pleosporales. De typesoort is Antealophiotrema brunneosporum. 

## Soorten
Volgens Index Fungorum telt het geslacht twee soorten (peildatum september 2023):
| Soortnaam                      | Auteur(s)                                                      | Publicatiejaar |
| ------------------------------ | -------------------------------------------------------------- | -------------- |
| Antealophiotrema brunneosporum | (Y. Zhang bis, J. Fourn. & K.D. Hyde) A. Hashim. & Kaz. Tanaka | 2017           |
| Antealophiotrema populicola    | Andreasen, Nordén & J.B. Jordal                                | 2021           |